# Weißrand-Wolfsmilch
Die Weißrand-Wolfsmilch (Euphorbia marginata), auch Schnee auf dem Berge, Bergschnee, Amerikanisches Edelweiß oder Braut und Bräutigam Pflanze genannt, ist eine Pflanzenart aus der Gattung Wolfsmilch (Euphorbia) innerhalb der Familie der Wolfsmilchgewächse (Euphorbiaceae).

## Beschreibung

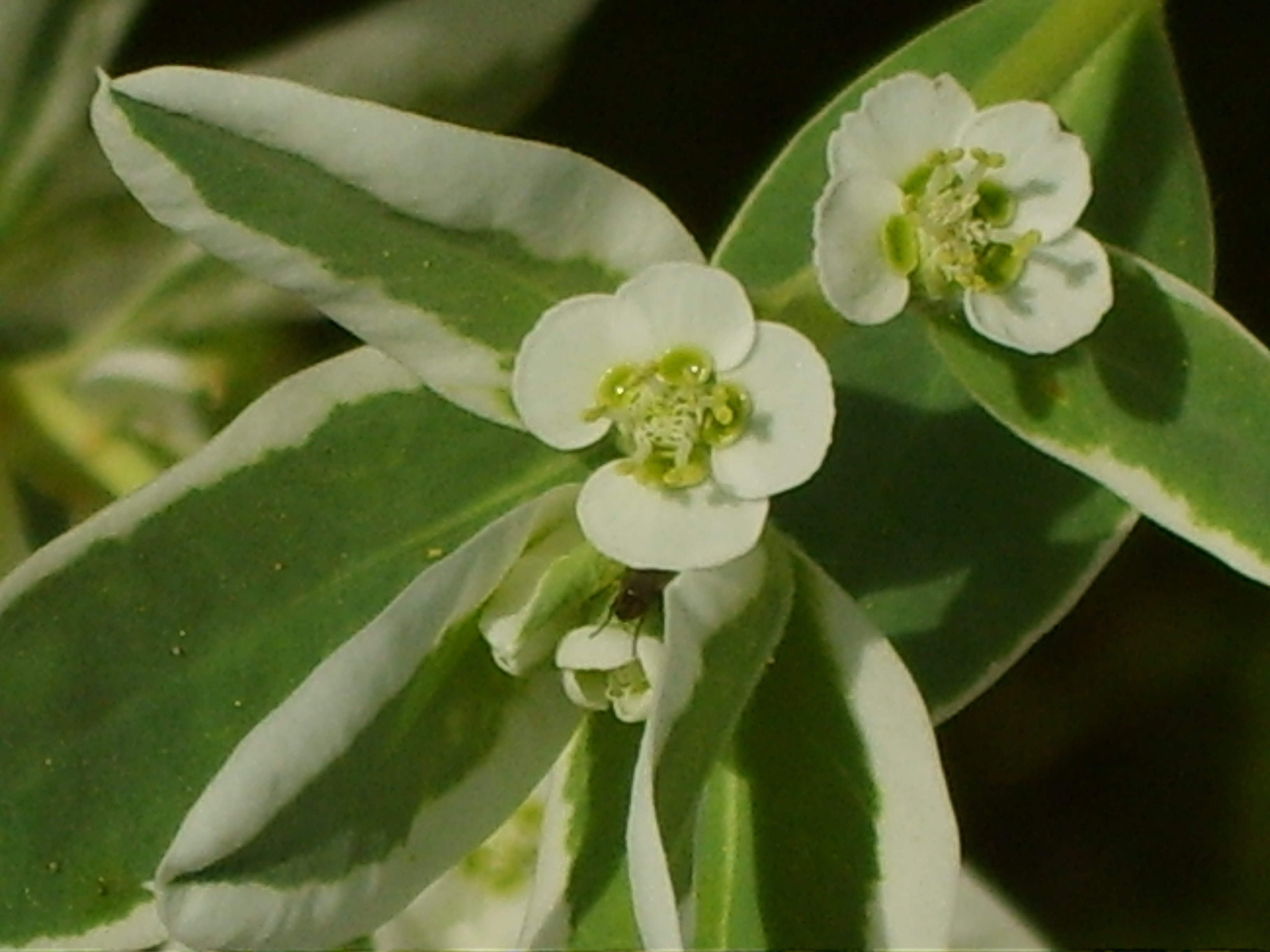
Blütenstand

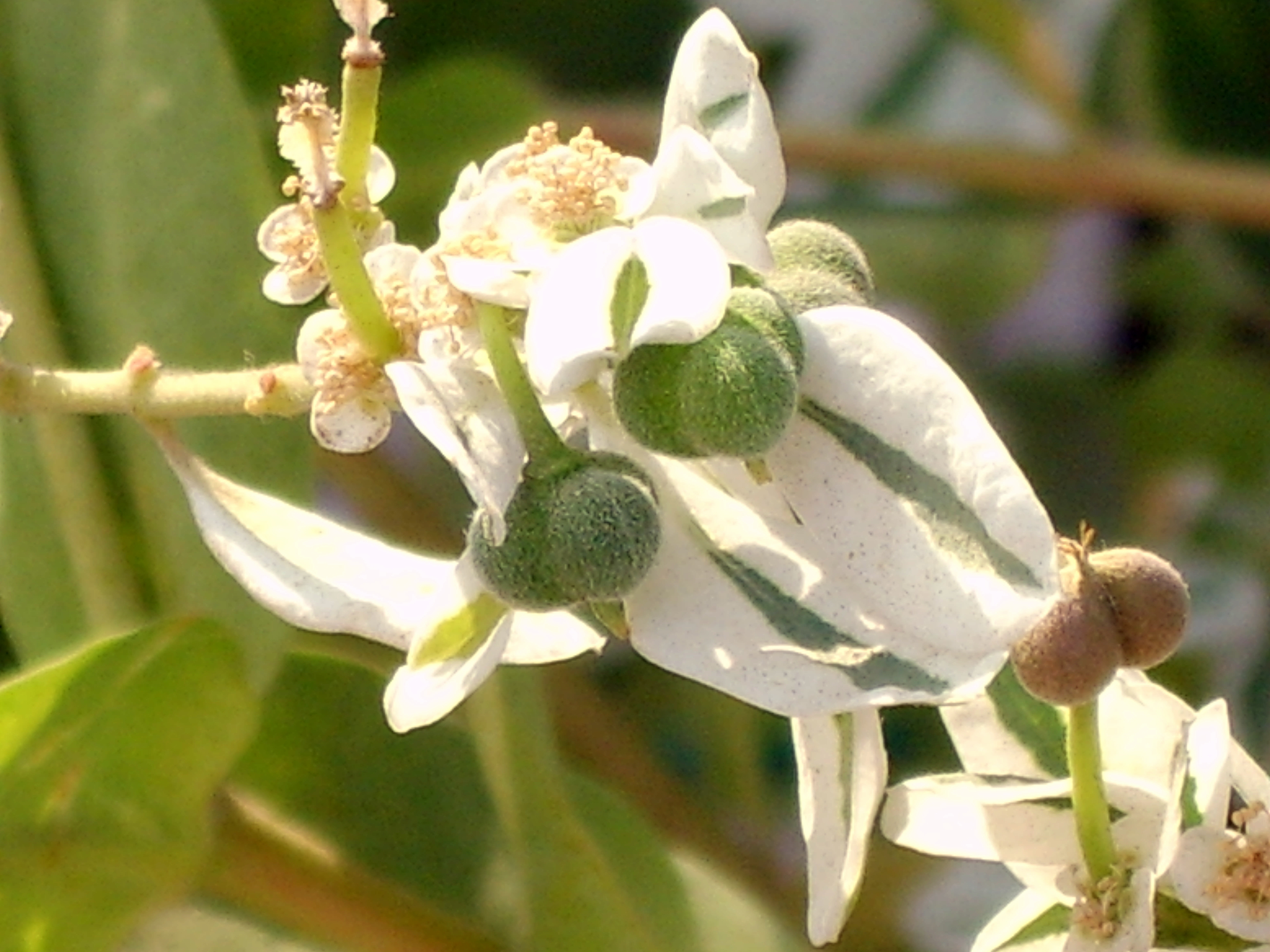
Kapselfrüchte

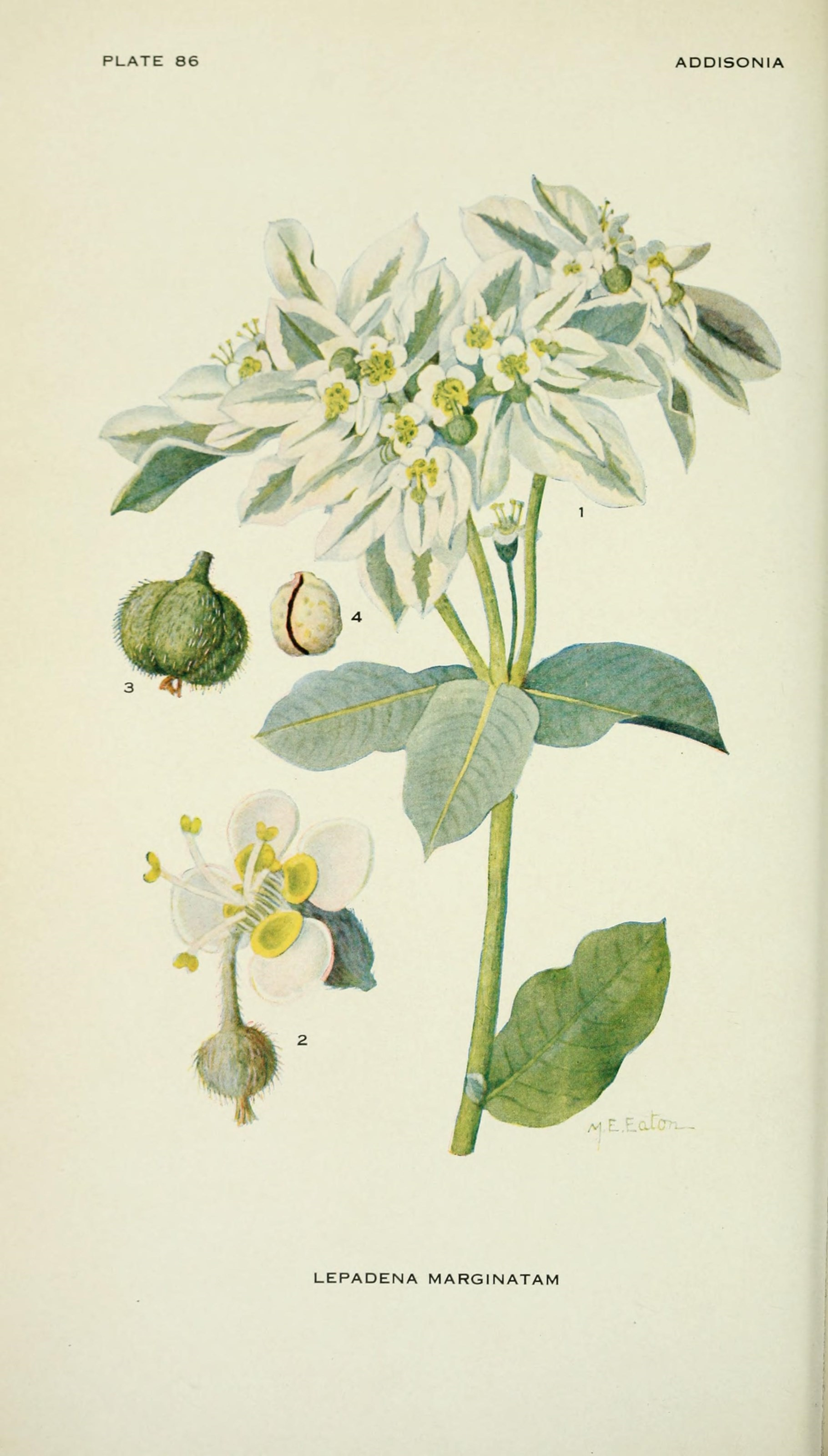
Illustration in Addisonia, 1918, Tafel 086

### Vegetative Merkmale
Die Weißrand-Wolfsmilch ist eine einjährige krautige Pflanze, die Wuchshöhen von etwa 0,8 Metern erreicht. Sie wächst zunächst unverzweigt, später jedoch vom Zentralstängel ausgehend verzweigt bis buschig. Die Grundblätter sind grün. Es besteht eine gewisse Ähnlichkeit mit dem nicht verwandten Edelweiß (Leontopodium nivale subsp. alpinum), das zu den Korbblütlern (Asteraceae) gehört.

### Generative Merkmale
Die Blütezeit liegt überwiegend im August und September. Die Hochblätter sind weiß und zeigen einen meist schmalen grünen Mittelteil. Die „eigentlichen“ Blüten sind klein, unscheinbar und weißlich-grünlich gefärbt und befinden sich in der Mitte der Hochblätter. 
Die Kapselfrüchte sind dreigeteilt und kurz behaart. Die hell-braunen Samen sind glatt. Die Samen werden aus den aufspringenden Kapselfrüchten in die Umgebung verteilt. 
Die Chromosomenzahl beträgt 2n = 56.

## Inhaltsstoffe
Alle Teile der Weißrand-Wolfsmilch enthalten Milchsaft, der beim Menschen leichte Hautreizungen hervorrufen kann. Dies ist auf die Substanz Phorbolester zurückzuführen.

## Ökologie
Die einjährige Weißrand-Wolfsmilch sät sich von selbst aus.

## Vorkommen
Die Heimat der Weißrand-Wolfsmilch sind die westlichen bis zentralen Vereinigten Staaten und das östliche bis südliche Mexiko. In Eurasien und in Südamerika ist sie ein Neophyt. In Mitteleuropa wurde sie selten verwildert beobachtet.
Sie gedeiht meist an sonnigen Standorten.

## Taxonomie
Die Erstbeschreibung von Euphorbia marginata erfolgte 1813 durch Frederick Traugott Pursh in Flora Americae Septentrionalis, or, A systematic arrangement and description of the plants of North America. Volume 2, 1814, S. 607. Synonyme für Euphorbia marginata Pursh sind: Euphorbia bejariensis DC., Euphorbia bonplandii Sweet, Euphorbia leucoloma Raf., Euphorbia marginata Kunth nom. illeg., Euphorbia marginata var. uloleuca Engelm. & A.Gray, Euphorbia torrida DC., Euphorbia variegata Sims.

## Nutzung
Die Weißrand-Wolfsmilch wird als Zierpflanze verwendet.